# Regelenergie (Gasnetz)
Regelenergie ist in der Energiewirtschaft dasjenige Erdgas, das benötigt wird, um physische Differenzen zwischen Ein- und Ausspeisung in einem Marktgebiet ausgleichen zu können. 
Regelenergie sind die Gasmengen, die für den Einsatz oder die Nutzung von Ausgleichsleistungen zum physikalischen Ausgleich der Gasnetze eines Marktgebiets im laufenden Betrieb erforderlich sind.
Bilanzkreisverantwortliche sind für eine ausgeglichene Bewirtschaftung der Bilanzkreise und somit primär für die Vermeidung von Regelenergie verantwortlich. Entstehende Regelenergiebedarfe werden durch den Marktgebietsverantwortlichen (MGV) zunächst durch den Netzpuffer des Gasnetzes gedeckt (interne Regelenergie) und zweitrangig zentral und diskriminierungsfrei durch entsprechende Ein- und Verkäufe ausgeglichen (externe Regelenergie). 